# Mars500

Logotip del projecte Mars500.

Mars500 és un experiment que simula un vol tripulat a Mart; és una iniciativa de l'Institut de Problemes Biomèdics (IMBP) de l'Acadèmia Russa de les Ciències, i hi participa l'Agència Espacial Europea (ESA). Les instal·lacions són a Moscou (Rússia).
Consta d'un total de 640 dies repartits en tres fases, durant els quals els tripulants voluntaris viuran i treballaran en una nau simulada i en condicions properes a l'aïllament respecte al món exterior. La darrera fase consta de 520 dies seguits d'aillament.

## Etapes de l'experiment
El projecte està dividit en tres etapes:
1. 15 al 29 de novembre de 2007: 16 dies, amb l'objectiu de comprovar l'equipament tècnic, les instal·lacions, i els procediments d'operacions.
2. 31 de març al 14 de juliol de 2009: sis voluntaris van viure aïllats en el recinte especial de l'experiment.
3. 3 de juny de 2010 al 4 de novembre de 2011:[1] l'última fase, amb una durada de 520 dies, que representa la simulació d'una missió completa del vol de la Terra a Mart.

## Objectius de l'experiment
Els objectius que té l'experiment són, l'estudi de la interacció en el sistema "home - medi ambient", l'obtenció de les dades experimentals sobre l'estat de salut i capacitat de treball d'un humà per a romandre molt de temps en condicions d'aïllament en un entorn hermèticament tancat de volum confinat durant la simulació de les principals particularitats del vol fins a Mart.

## Característiques del mòdul

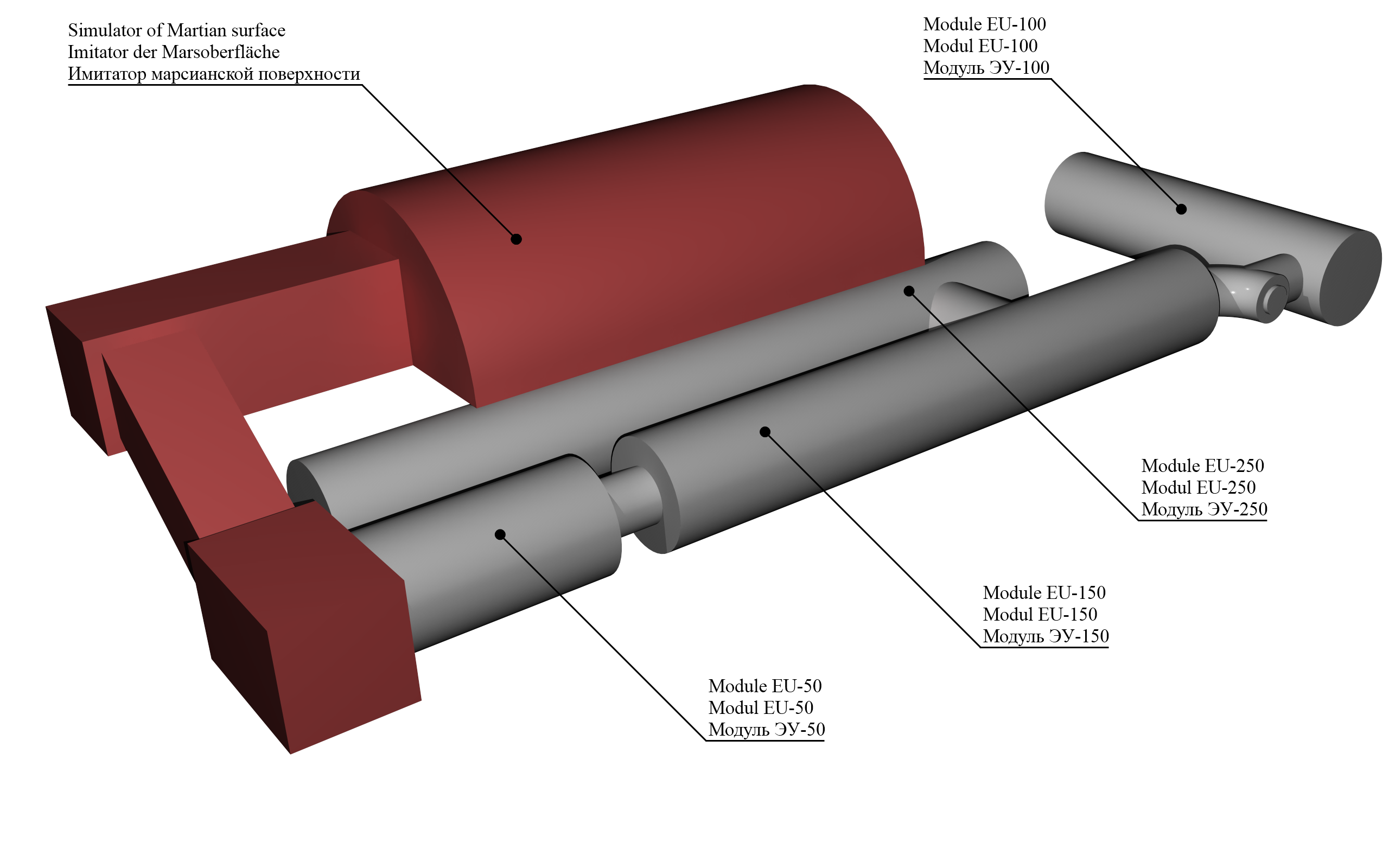
Mòduls que confeccionen l'experiment

La instal·lació, ubicada en Moscou, té un volum de 550 m³, i reprodueix una nau espacial interplanetària, un mòdul d'aterratge i un paisatge marcià on seran simulades les activitats extravehiculars. Les estances estan hermèticament tancades i comunicades entre si. Els distints mòduls de què es compon l'hàbitat són:
- Mòdul mèdic (3,2 x 11,9 m) 38 m²
- Mòdul habitable (3,6 x 20 m) 72 m² amb capacitat per a 6 tripulants, i dotat de 6 xicotetes habitacions individuals d'uns 3 m²
- Mòdul simulador d'aterratge (6,3 x 6,17 m) 38 m² amb capacitat per a 3 tripulants
- Mòdul d'emmagatzematge (3,9 x 24 m) 93 m² compost per magatzems, zones d'experimentació, sauna i gimnàs.